# Aérospatiale AS532 Cougar
Pour les articles homonymes, voir Cougar (homonymie).
L'Aérospatiale AS532 Cougar est un hélicoptère de manœuvre et d'assaut biturbine fabriqué par Aérospatiale. Cet hélicoptère est une version améliorée du SA330 Puma. Sa cellule peut être en version courte ou allongée. Il peut être motorisé de trois manières : soit avec le Makila 1A, 1A1 ou 1A2.
L'appellation civile de cet appareil est l'AS332 L, AS332L1 et AS332L2. L'AS332L2 évolution du L1 se distinguant par un rotor principal de type « sphériflex », un rotor arrière « sphériflex » à 5 pales, une motorisation plus puissante (Makila 1A2), et une avionique plus moderne ; écrans, navigation pilote automatique. Les AS332L, L1, L2 sont très employés dans le domaine en mer pour les liaisons avec les plates-formes pétrolières. Avec le changement de dénomination sociale d'Airbus Helicopters en janvier 2014, il est maintenant désigné H215M.

## Versions

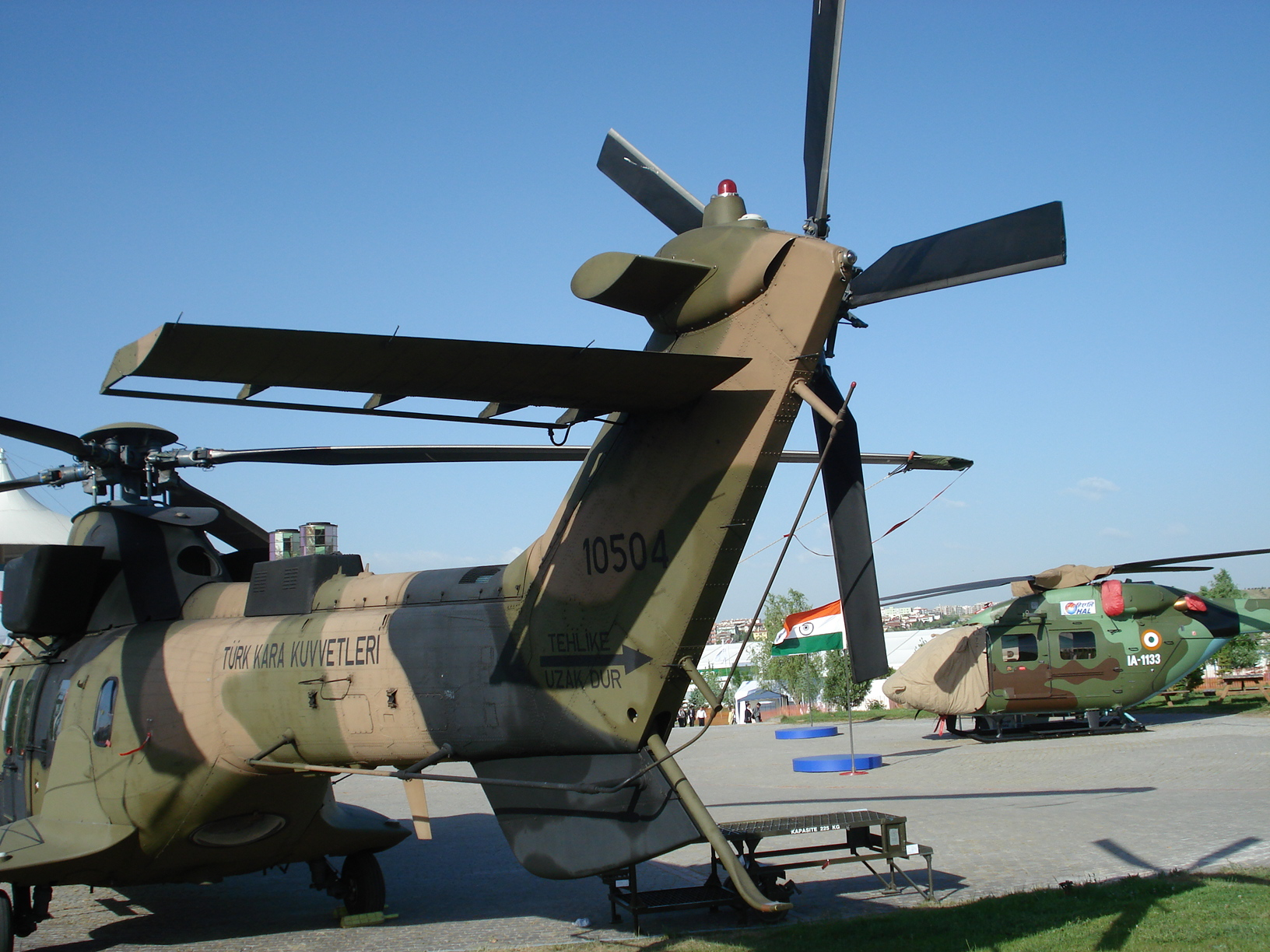
Vue arrière d'un Cougar turc.

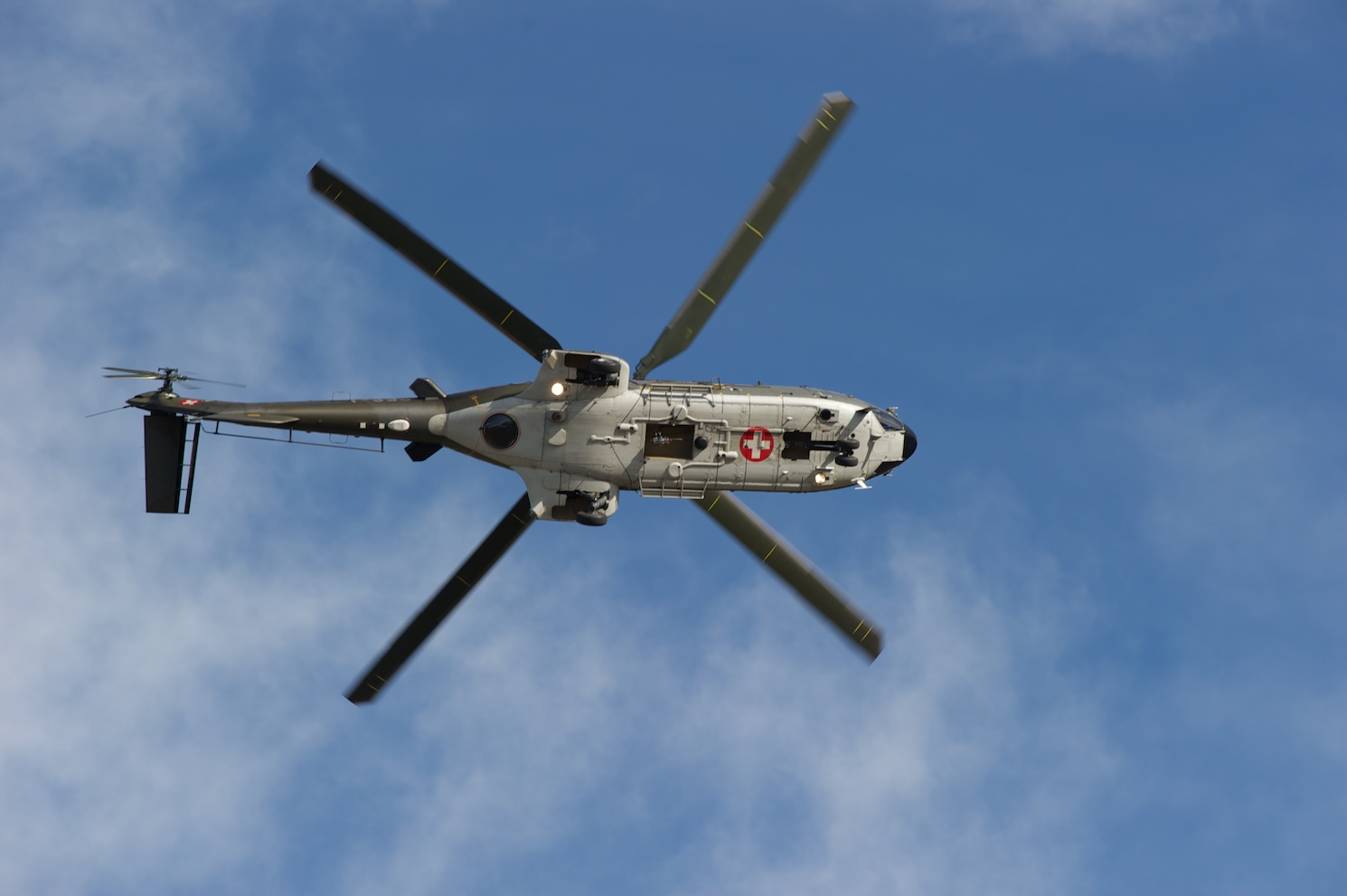
Un Cougar suisse en vol.

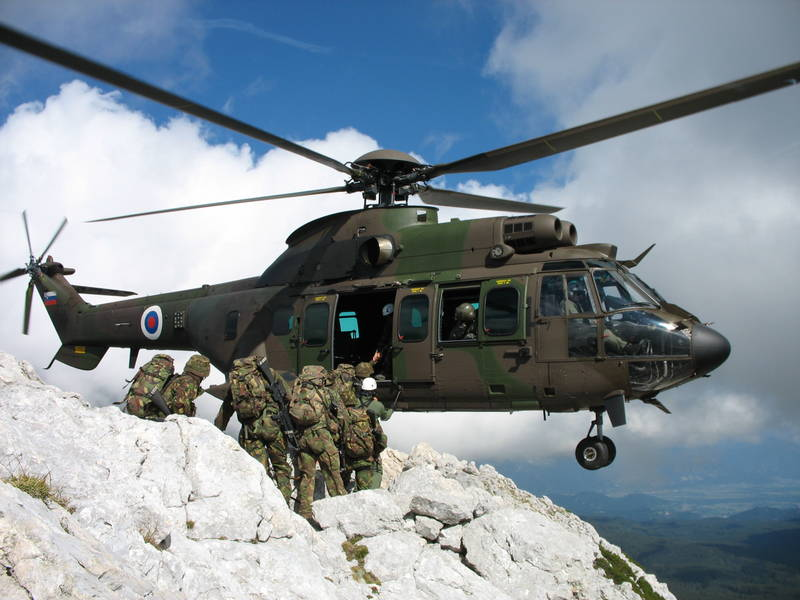
Cougar slovène lors d'un exercice en montagne.

En 1990, Eurocopter modifie le système de désignation de ses hélicoptères : le Super Puma devient AS.532 Cougar et se décline désormais en :
- AS532 Cougar Mk I UC : version de base à fuselage court (AS.332B), appareil utilitaire à capacité antichar.
- AS532 Cougar Mk I AC : version armée du précédent (canon latéral, canons de calibre 20 mm en nacelle, conteneur de roquettes de calibre 68 mm…)
- AS532 Cougar Mk I UE : transport tactique ou logistique à fuselage allongé (AS.332M), capable de transporter 25 hommes équipés.
- AS532 Cougar Mk I UL : similaire au précédent, convertible en appareil sanitaire (6 civières et 10 passagers assis) ou vecteur du système de surveillance du champ de bataille Horizon (Hélicoptère d'observation radar et d'investigation sur zone). Ce système, issu du programme Orchidée de 1990, permet à un hélicoptère survolant la zone de combat à 4 000 m de suivre les mouvements de 4 000 véhicules dans un rayon de 200 km grâce à un radar Thomson-CSF (Thales) Target situé sous le fuselage arrière et une station réceptrice au sol. L'armée de Terre française a acheté 4 Cougar Mk I UL/Horizon et 2 stations réceptrices, qui ont été livrées en 1997/1999.
- AS532 Cougar Mk I AL : version armée du précédent.
- AS532 Cougar Mk I SC : version navale (AS.332F) pouvant assurer des missions d'attaque de navires de surface avec missiles AM.39 Exocet, de lutte ASM avec sonar et charges de profondeur ou torpilles, ou SAR.
- AS532 Cougar Mk II U2 : apparue en 1992, c'est la version la plus longue de la famille Puma/Cougar. Appareil de transport tactique et logistique pouvant transporter 29 hommes ou 12 civières, ou 5 tonnes sous élingue. Doté d'un rotor Sphériflex amélioré, d'un anti-couple 4 pales, de turbines Turbomeca Malika 1A2 de 2 100 ch. Équipé d'un pilote automatique 4 axes, cet appareil est d'abord destiné à la recherche et au sauvetage en milieu hostile.
- AS532 Cougar Mk II A2 : version armée du précédent (canon de calibre 20 mm ou mitrailleuse de 12,7 mm sur affût latéral).
- AS532 Cougar Mk II A2 RESCO : optimisé pour la récupération de pilotes abattus en zone ennemie.
- Atlas TP-1 Oryx : version sud-africaine du Puma motorisée par des turbomoteurs Topaz (turbomoteur Makila version Sud-africaine) (dont le prototype a volé le 14 mai 1996. 51 exemplaires construits (c/n 1200/1250) pour la SAAF.

Il emporte 900 kg de charge à 300 km, soit 5 commandos et leur équipement.

## Version Horizon
Le Cougar Horizon (Hélicoptère d'observation radar et d'investigation sur zone) est un hélicoptère de l'armée de terre française équipé d'un radar d'observation du champ de bataille permettant le renseignement opérationnel. Le radar Target de Thales, multimode à bande J, avec pour mode principal l'indication de cible mobile (ICM). Sa portée est estimée à environ 160 kilomètres avec une résolution de 10 mètres et une vitesse de la cible oscillant entre 8 et 280 km/h. 
Quatre engins reçurent cet équipement et furent opérationnels à partir de 1997 au sein du 1er Bataillon d'Hélicoptères de Manœuvre de Phalsbourg (appartenant au 4e Régiment d'Hélicoptères de Commandement et de Manœuvre d'Essey-les-Nancy)[réf. nécessaire].  
Quatre Cougar HORIZON (3 en 2003) équipent l'EHOR (Escadrille d'Hélicoptères d'Observation Radar), officiellement créée le 1er juillet 1999 au sein du 1er RHC de Phalsbourg. Surnommés « les 4 mousquetaires », ils sont officiellement baptisés Athos (no 2254), Porthos (no 2298), Aramis (n) 2427 et d'Artagnan (no 2430), l'escadrille est désactivée le 13 juin 2007.
Ils sont sous cocon depuis 2008 faute de financement pour leur modernisation.

## Version HUS
Le HUS, pour Hélicoptère des Unités Spéciales, également dénommé actuellement Airbus Helicopters H225M Caracal est entré en service pour l'armée française dans le courant de l'année 2008 au sein de la BFST et de l'armée de l'air. 19 sont disponibles fin 2013.
Son autonomie a été améliorée puisqu'il emporte 3 560 l de carburant (en plus d'un réservoir auxiliaire largable de 900 l qui peut se rajouter dans l'axe de l'appareil à l'arrière). Il est doté de deux mitrailleuses de 7,62 mm de sabord, une de chaque côté pour sa protection rapprochée.
Un système de 3 flotteurs installés sur les côtés et à l'avant permet d'assurer une flottabilité en cas d'amerrissage forcé, laissant le temps à l'équipage d'évacuer l'engin et permettant même un remorquage de l'hélicoptère à une vitesse de 4 nœuds.

## Opérateurs
- Allemagne : Luftwaffe
- Arabie saoudite : Force aérienne royale saoudienne : 12 AS.532A2 ont été livrés en 2000 au squadron 99  d’Al Kharj pour les missions SAR.
- Albanie : Force aérienne albanaise
- Bolivie : Force aérienne bolivienne : Après avoir loué 2 AS.532AC au Venezuela en juin 2006 la FAB négocie début 2007 l’achat de 2 appareils identiques.
- Brésil : Armée de terre brésilienne : L’armée a pris livraison de 8 Eurocopter AS.532U2 Cougar Mk II assemblés par Helibras (en) courant 2001. Désignés HM-3, ils sont utilisés par le 4e BatAvEx Conça de Manaus, chargé de surveiller la frontière amazonienne.
- Bulgarie : Force aérienne bulgare : 12
- Chili : Marine : 6 AS.332F1 (AS 532SC Cougar) de lutte ASM [72/77] et 1 AS.332B1 [71] de transport VIP reçus entre 1990 et 1993. Ils remplacent des Alouette III de l’escadron d’hélicoptère d’attaque HA-1. Pouvant opérer depuis les destroyers de la classe County ou les frégates de la classe Leander, ces appareils sont équipés de missiles AM 39 Exocet. Le [71] a été perdu le 11 décembre 2002 et le 24 mars 2003.
- Espagne : 
  - Armée de l'air : 14 AS.332B1, 12 ont été commandés en 1981, puis deux autres en 1989 et 4 AS.332M en 1992. Ces appareils sont répartis entre les Escuadrón 402 (Transport VIP, stationné à Quatro Vientos), 802 (SAR, stationné à Gando, dans la Grande Canarie) et 803 (Quatro Vientos). 2 AS.532AL ont encore été livrés au 402 Escuadrón 402 en décembre 2002.
  - Forces aéromobiles de l'Armée de terre : 18 AS.332B1, reçus en 1986, et 15  AS.532UL, commandés en février 1996. Désignés HT.21UC ou HU.21L, ils équipent les BHELMA-II de Bétera, -III de Logroño, -IV de Séville et au JEFAMET/SHEL de Colmenar Viejo. Le BHELMA-IV a été engagé en Afghanistan, où le [HU.21L-59/ET-659° a été  perdu le 17 août 2005.
- France : Armée de l'air et armée de terre française, 25 appareils au 31 décembre 2013 d'une moyenne d'âge de 23 ans.
- Grèce : Les garde-côtes grecs ont pris livraison de 4 AS.332C-1 entre décembre 1999 et mai 2000. Ces appareils ont été confiés au 358 Mira d’Elefsis, unité pour les besoins de laquelle 4 AS.532C-1 ont été commandés en février 2000 (avec une option pour 2 AS.532UC).
- Malawi : 1 livré à l'Escadrille aérienne de l'armée du Malawi.
- Pays-Bas : Le premier des 17 AS.532U2 Cougar Mk II destinés au Groupe Hélicoptère Tactique (THG) a été livré le 31 mai 1996. Ces appareils qui constituent le 300 Sqdn, sont stationnés soit à Soesterberg soit à Gilze Rijen par rotation de 2 ans.
- Slovénie : 15e régiment d'aviation militaire slovène : 2 AS.532AL [H-71/72] ont été livrés le 26 avril 2003 à la 15e Brigade Aérienne de Ljubljana-Brnik, suivis de 2 autres [H-73/74] le 26 mars 2004.
- Suisse : Forces aériennes suisses : les 3 premiers AS.332M1 Super Puma ont été livrés aux Forces aériennes suisses entre 1987 et 1988, suivis de douze appareils supplémentaires entre 1991 et 1993. Désignés TH89, ils ont permis de rééquiper les LTSt 5 (Interlaken), 6 (Alpnach) et 8 (Ulrichen puis Lodrino) du Fliegerregiment 4, chaque Lufttransportstaffel disposant de 4 appareils. En décembre 1998 ont été commandés 12 AS.532UL Cougar supplémentaires (TH98), dont 10 à assembler par SASC à Emmen. Livrés entre février 2002 et septembre 2002, ils ont été versés à l’EscLAv 1 (Payerne) et aux LFlSt 2 (Emmen), 3 (Tourtemagne) et 4 (Dübendorf) qui a été dissoute en 1999. Entre 2019 et mai 2022, 9 sont modernisés par RUAG à la version TH18 pour être utilisés jusqu'en 2035[7].
- Turquie : En 1993 Eurocopter a livré à l’armée turque 19 AS.532UL. Une seconde commande portant sur 20 appareils devant être utilisés par l’armée de l’air pour les missions SAR et 10 par l’armée de terre pour le transport a été obtenue le 13 février 1997, dont 28 AS.532AL/UL Cougar Mk I à produire en Turquie. Le premier exemplaire construit par Turkish Aircraft Industry a été livré le 31 mai 2000.
  - Armée de l'air : Les AS.532AL de l’armée de l’air turque ont remplacé des Bell UH-1H du 125 Filo (Izmir) et des escadrilles SAR 201 (Eskişehir), 202 (Dalaman) et 203 (Merzifon).
- Venezuela : Force aérienne : Le premier des 8 AS.332B1 (AS 532UL) destinés à remplacer les Alouette III du Grupo Aéreo de Operaciones Especiales no 10 a été livré en novembre 1989 à l’escuadrón 102. 2 sont affectés au transport VIP, 2 aux missions SAR et le reste aux missions logistiques et tactiques. Les appareils de transport VIP ont par la suite été transférés à l’Escuadrón de Vuelo 42 de Caracas, qui dispose également d’un AS-532AC, appareil équipant aussi l’escuadrón 101 du GAOE 10.
- Zimbabwe : Force aérienne du Zimbabwe : 2 AS.532 Cougar livrés en août 1995 et septembre 1996, utilisés pour les transports VIP par le no 7 Sqdn de Harare.

## Accidents
Le 17 janvier 2009, un Cougar AS-532 de l'ALAT s'abîme dans l'océan Atlantique à 50 km au large de Nyonié, entre Libreville et Port-Gentil (Gabon), peu de temps après avoir décollé du pont d'envol du TCD Foudre (L9011) de la Marine nationale française. L'hélicoptère participait à l'exercice bilatéral N'GariLe avec le Gabon. Le bilan de l'accident s'établit à huit morts, dont 6 membres du 13e Régiment de Dragons Parachutistes et un blessé,.
Le 25 juillet 2012, un Cougar AS.532AL appartenant à l'entreprise Airbus Helicopters s'écrase à 13 h 38 dans les gorges du Verdon sur la commune de La Palud-sur-Verdon,,. Les six membres d'équipage, tous salariés du groupe (un pilote, ingénieur navigant d'essai, un ingénieur navigant mécanique et trois techniciens), sont morts. C'est la première fois que l'entreprise connaît un accident mortel depuis sa création. L'appareil neuf en configuration VIP sortait de l'usine de Marignane (immatriculation F-ZWDL) et effectuait un vol de contrôle avant d'être livré à la force aérienne albanaise. Alors qu'il évolue dans les gorges du Verdon, l'appareil heurte un câble électrique puis s'écrase au fond des gorges et prend feu.
Le 31 mai 2017, en Turquie, un Cougar s'écrase peu après son décollage d'une base militaire dans la province de Sirnak, en heurtant une ligne à haute tension faisant treize morts.
Le 6 mai 2019, au Venezuela, un Cougar de l'armée Vénézuélienne s'écrase dans les montagnes près de Caracas, dans la commune d'El Hatillo. L'hélicoptère assurait une liaison de Caracas à San Carlos, les sept occupants de l'appareil, tous militaires, sont décédés dans le crash.
Le 25 novembre 2019, durant le combat de la vallée d'Eranga au Mali, un Eurocopter EC665 Tigre et un Cougar du  5e régiment d'hélicoptères de combat (5e RHC)  s'écrasent après s’être heurtés lors d’une opération de combat. L'accident fait 13 morts.
Le 15 avril 2020, un Cougar AS.532UL rénové appartenant au 5e RHC de Pau, s'écrase vers 16 h 30 dans la commune de Bouilh-Devant (Hautes-Pyrénées) à 22 km au nord-est de Tarbes,,,. Les victimes sont les sept membres d'équipage : cinq sont blessés et ont pu s'extraire de l'appareil (dont deux en urgence absolue et deux autres en urgence relative) et deux sont morts (l'adjudant-chef Olivier Michel, et le brigadier Vincent Monguillon,). L'hélicoptère effectuait des exercices d’hélitreuillage dans la zone. Il volait à altitude moyenne lorsqu'il aurait tenté de se poser avant de s’écraser sur un coteau. Un départ de feu sur le Cougar est rapporté après le crash. Une enquête a été ouverte pour déterminer les causes de l'accident,. Cet accident intervient deux semaines après la réception par le régiment du dernier Cougar rénové,.